# Kinas kejserliga harem

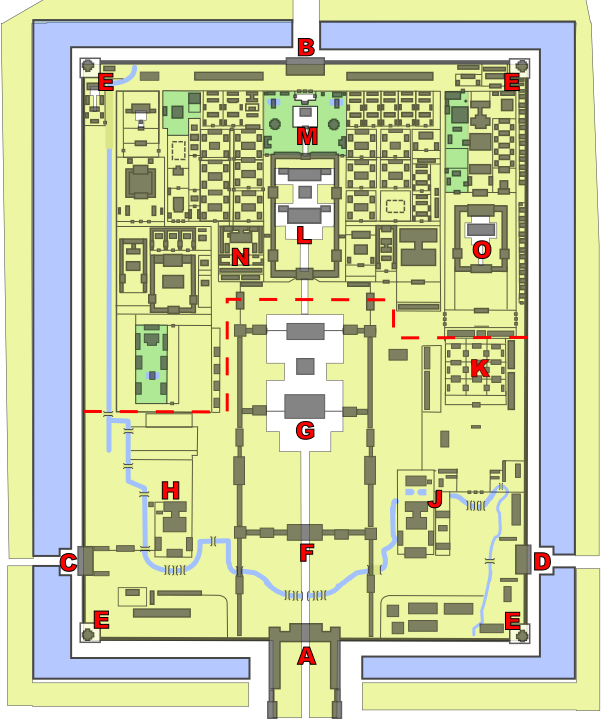
Karta över Förbjudna staden.

Det Kejserliga haremet i Kina, i Kina endast kallat huogong ('det bakre palatset'), är den vanliga, förenklade beskrivningen av kejsaren av Kinas gemålers gemensamma hushåll. Det sista kejserliga haremet inhystes i den förbjudna staden i Peking fram till att det kejserliga hovet upplöstes år 1924 och palatset tömdes på sina innevånare. 

## Historik
Det kejserliga haremet har existerat under hela kejsardömet Kinas tusentals år gamla existens, och spelat en stor roll i Kinas politik, särskilt kring tronföljdsordningen.  
Åtminstone sedan handynastins tid tyder arkeologin på att det i byggnader började förekomma separata delar av hus för kvinnor och män, och könssegregation, med ursprung i könens skilda arbetsuppgifter som höll den åtskilda under det dagliga arbetet, började motiveras med moral och religiös ideologi, då det förhindrade chanser till äktenskapsbrott respektive ansågs upprätthålla samhällsbalansen gudomligt föreskriven mellan jin och yang.
Haremet har organiserats enligt många olika komplicerade system under dynastiernas gång, och kvinnorna har rangordnats enligt skiftande och komplicerade hierarkier som också ofta har avgjort deras barns möjligheter i tronföljdsordningen. Förenklat sett har kejsarens kvinnor dock alltid indelats i de tre kategorierna kejsarinnor (av vilka det normalt bara fanns en enda), gemåler (motsvarande hustrur av olika grader och titlar), och konkubiner (även dessa med olika grader och titlar). Utöver dessa fanns hovdamer och palatspigor av olika rang, som ibland kunde befordras till att bli konkubiner och hustrur. 
Kvinnornas hushåll var som regel avskilt från det övriga palatset, och dess manliga personal bestod oftast av eunucker. Graden av avskildhet har växlat under olika tidsperioder. Kvinnorna har sällan varit helt avskilda från kontakt med män, på det sätt som förekommit i muslimska harem, även om kontakten varit strikt reglerad. Kvinnor har till skillnad från kvinnorna i muslimska harem kunnat framträda offentligt och närvara vid olika högtider och ceremonier.    

## Harem efter dynasti
Haremets organisation skiftade något utifrån vilken dynasti det tillhörde. 

### Handynastin (206 f.Kr.–220 e.Kr.)

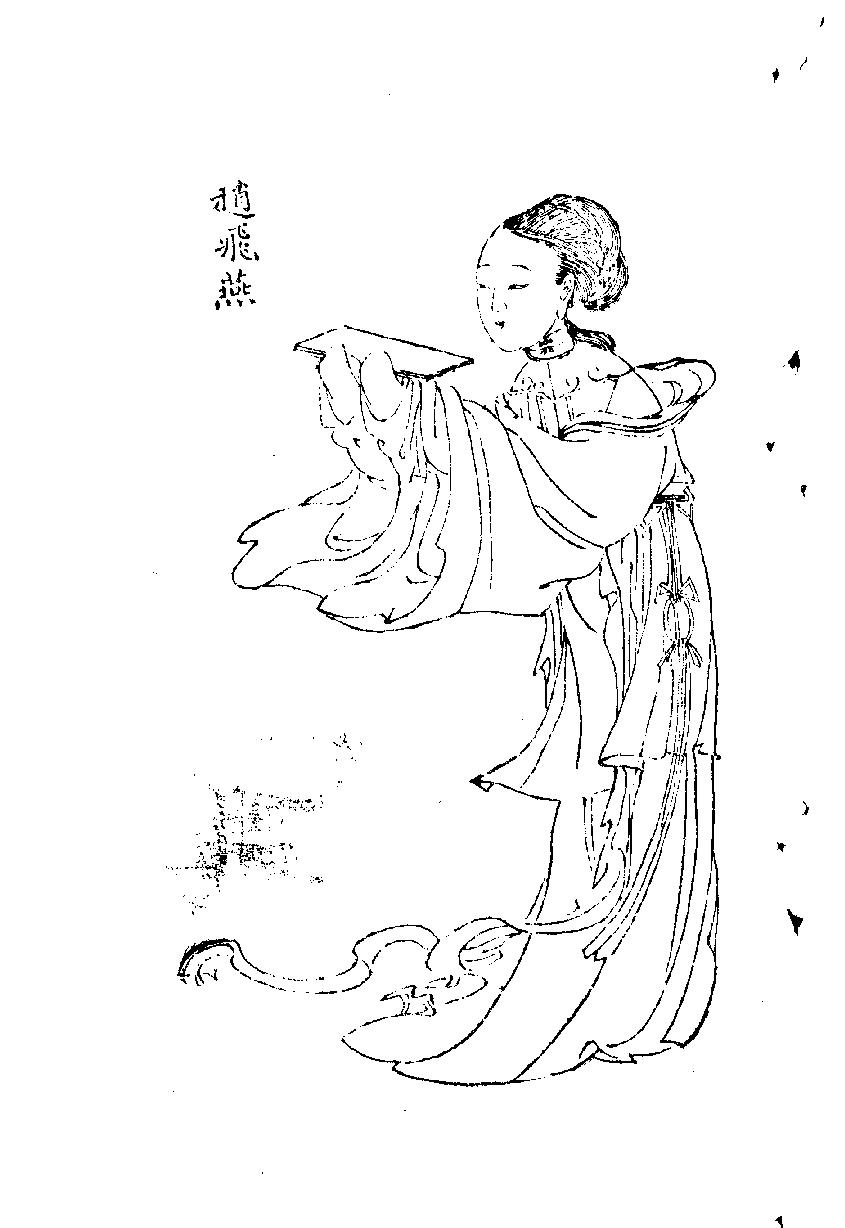
Zhao Feiyan

#### Västra Han(206 f.Kr.–24 e.Kr.)
Under kejsar Liu Bang (202 f.Kr.-195 f.Kr.):
1. Kejsarinna (皇后; huánghòu)
2. Madame (夫人; fūrén)

Senare:
1. Kejsarinna  (皇后; huánghòu)
2. Madame (夫人; fūrén)
3. Skönhetens dam (美人; měirén)
4. Ömsinthetens dam (良人; liángrén)
5. Den lärda damen (八子; bāzi)
6. Harmonins dam (七子; qīzi)
7. Den seniora hovdamen (長使; zhǎngshǐ)
8. Den juniora hovdamen (少使; shǎoshǐ)

Efter kejsar Han Yuandi (48 f.Kr.- 33 f.Kr.):
1. Kejsarinna (皇后; huánghòu)
2. Den ljusa hållningens dam (昭儀; zhāoyí)
3. Den stiliga rättvisans dam (婕妤; jiéyú), titel skapad av Han Wudi (141 f.Kr. – 87 f.Kr.)
4. Den ungdomliga rättvisans dam (娙娥; xíngé), titel skapad av Han Wudi (141 f.Kr. – 87 f.Kr.)
5. Det utmärkta uttryckets dam (容華; rónghuá), titel skapad av Han Wudi (141 f.Kr. – 87 f.Kr.)
6. Det fullständiga uppträdandets dam (充衣; chōngyī), titel skapad av Han Wudi (141 f.Kr. – 87 f.Kr.)
7. Skönhetens dam (美人; měirén)
8. Ömsinthetens dam (良人; liángrén)
9. Den lärda damen (八子; bāzi)
10. Den harmoniska damen (七子; qīzi)
11. Den seniora hovdamen (長使; zhǎngshǐ)
12. Den juniora hovdamen (少使; shǎoshǐ)
13. Hovfunktionär för blandade uppgifter (五官; wǔguān)
14. Den dedikerade behaglighetens dam (順常; shùncháng)
15. Damen utan orenhet (舞涓; wǔjuān)
Den vördsamma ömhetens dam (共和; gònghé)
Damen som behagar anden (娛靈; yúlíng)
Damen som kan försvara mängden (保林; bǎolín)
Den ömsinta hovdamen (良使; liángshǐ)
Den nattliga uppvaktningens dam (夜者; yèzhě)

Kronprinsens harem:
1. Gemål (妃; fēi)
2. Den utmärkta bruden (良娣; liángdì)
3. Den kära damen (孺人; rúrén)

#### Östra Han(25 e.Kr.–220 e.Kr.)
1. Kejsarinna (皇后; huánghòu)
2. Den ädla damen (貴人; guìrén)
3. Skönhetens dam (美人; měirén)
4. Palatsets dam (宮人; gōngrén)
5. Den begåvade kvinnan (才女; cǎinǚ)

Under handynastin fanns inga regler för hur många personer som kunde ingå i de olika kategorierna i haremet, förutom att endast en person kunde vara kejsarinna samtidigt. Detta resulterade i att antalet personer i haremet växte med tiden, och under kejsar Han Huandi (146 - 168 e.Kr.) och kejsar Han Lingdi (168 - 189 e.Kr.) ingick upp till 20.000 kvinnor i det kejserliga haremet.

### Tangdynastin (618–907)
Under Tangdynastin var kejsarens gemåler indelade i nio kategorier under kejsarinnan. De kallades för en sammanfattande benämning för "de inre ämbetsmännen" (內官; nèiguān), till skillnad från "palatsens ämbetsmän" (宮官; gōngguān), som syftade på hovfunktionärerna utanför haremet, det vill säga byråkratin.

### Songdynastin (960–1279)
Under Songdynastins tid (960–1279) fanns följande kategorier: 
1. 1 Kejsarinna (皇后; huánghòu)
2. 4 Gemåler (妃; fēi)
  1. Den ädla gemålen (貴妃; guìfēi)
  2. Den rena gemålen (淑妃; shūfēi)
  3. Den dygdiga gemålen (德妃; défēi)
  4. Den dugliga gemålen (賢妃; xiánfēi)
  5. Den kejserliga gemålen (宸妃; chénfēi), skapad av Song Renzong (kejsare 1022–1063)
3. Konkubiner (嬪; pín)
  1. Den högsta ceremonins dam (太儀; tàiyí)
  2. Den ädla ceremonins dam (貴儀; guìyí)
  3. Den kejserliga ceremonins dam (妃儀; fēiyí)
  4. Den varma ceremonins dam (淑儀; shūyí)
  5. Den graciösa ceremonins dam (婉儀; wǎnyí)
  6. Den gynnsamma ceremonins dam (順儀; shùnyí)
  7. Det gynnsamma uppträdandets dam (順容; shùnróng)
  8. Det varma uppträdandets dam (淑容; shūróng)
  9. Det graciösa uppträdandets dam (婉容; wǎnróng)
  10. Den ljusa hållningens dam (昭儀; zhāoyí)
  11. Det ljusa uttryckets dam (昭容; zhāoróng)
  12. Den ljusa skönhetens dam (昭媛; zhāoyuàn)
  13. Den kultiverade hållningens dam (修儀; xiūyí)
  14. Det kultiverade uttryckets dam (修容; xiūróng)
  15. Det kultiverade skönhetens dam (修媛; xiūyuàn)
  16. Den fullständiga hållningens dam (充儀; chōngyī)
  17. Det fullständiga uttryckets dam (充容; chōngróng)
  18. Den fullständiga skönhetens dam (充媛; chōngyuàn)
4. Den Stiliga Rättvisans dam (婕妤; jiéyú)
5. Skönhetens dam (美人; měirén)
6. Talangernas dam (才人; cáirén)
7. Ädel dam (貴人; guìrén)

Songdynastin hade ett mycket intrikat utvecklat hovliv, med fem gemåler, arton konkubiner och fyra damer i rang efter kejsarinnan.

### Yuandynastin (1271–1368)
Under Yuandynastins tid (1271–1368) fanns följande kategorier: 
1. Kejsarinna
2. Gemål
3. Konkubin

Yuandynastin hade ett enkelt haremsystem med endast tre kategorier. Det fanns dock ingen gräns för hur många personer som kunde dela på titlarna gemål och konkubin, och haremen kunde bli mycket stora. Många av kvinnorna liksom eunuckerna sändes till Yuandynstins hov från Korea som en del av det underkuvande Koreas tribut som vasall.

### Mingdynastin (1368–1644)

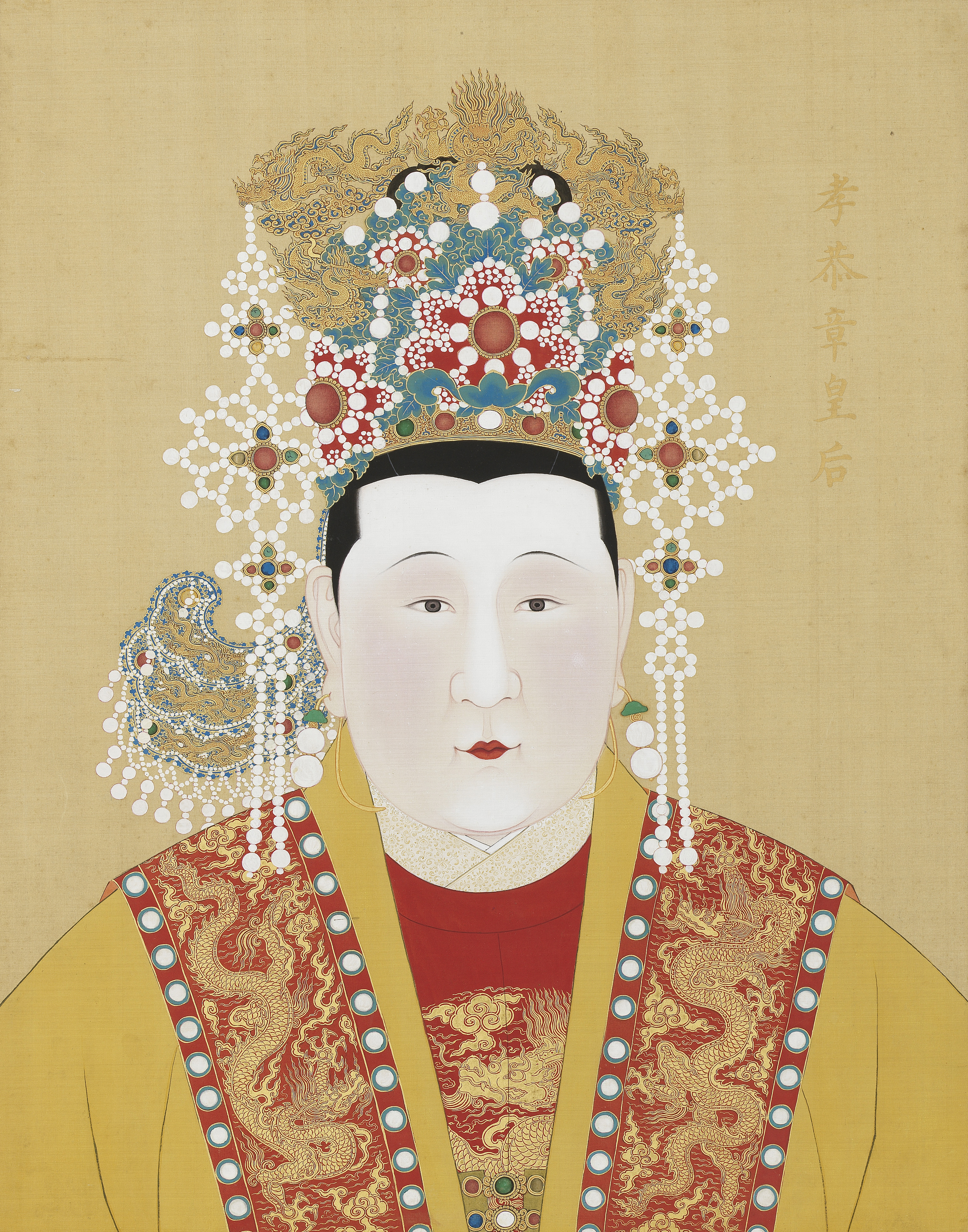
孝恭章皇后 (1)

Under Mingdynastins tid (1368–1644) fanns följande kategorier: 
1. Kejsarinna (皇后; huánghòu)
2. Kejserlig ädel gemål (皇貴妃; huángguìfēi)
3. Ädel gemål (貴妃; guìfēi)
4. Gemål (妃; fēi)
5. Konkubin (嬪; pín)

Titlar som användes ibland:
1. Den stiliga rättvisans dam (婕妤; jiéyú)
2. Den ljusa hållningens dam (昭儀; zhāoyí)
3. Det ljusa uttryckets dam (昭容; zhāoróng)
4. Ädel dam (貴人; guìrén)
5. Skönhetens dam (美人; měirén)

Kronprinsens harem:
1. Kronprinsessan (太子妃; tàizǐfēi)
2. Begåvningens dam (才人; cáirén)
3. Den utvalda tjänstens dam (選侍; xuǎnshì)
4. Ömsinthetens dam (淑女; shūnǚ)

Mingdynastin mottog en tribut av människor från underkuvande stater, inkluderande tjänare, eunucker och flickor från etniska stammar, Mongoliet, Korea, Vietnam, Kambodia, Centralasien, Siam, Champa och Okinawa.

### Qingdynastin (1644–1912)

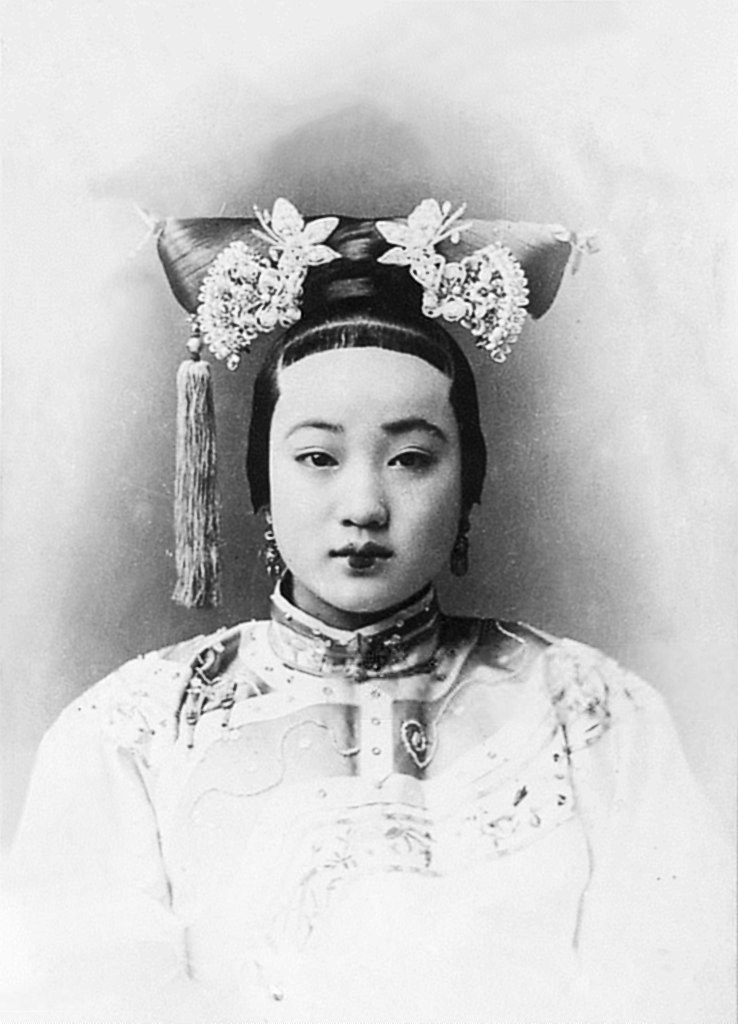
Zhen, en av de mest berömda konkubinerna under Qingdynastin.

Under Qingdynastins tid (1644–1912) fanns följande kategorier: 
1. Kejsarinna (皇后; huánghòu)
2. Kejserlig Ädel gemål (皇貴妃; huángguìfēi); ställföreträdande kejsarinna
3. Ädel Gemål (貴妃; guìfēi)
4. Gemål (妃; fēi)
5. Konkubin (嬪; pín)
6. Ädel dam (貴人; guìrén)
7. Assistent av första klassen (常在; chángzài)
8. Assistent av andra klassen (答應; dāyìng)

Kvinnor rekryterades till kejsarhovet genom tre olika urvalsprocesser. 
Alla döttrar ur den högsta banérklassen tvingades undergå en inspektion för att avgöra om de kunde vara lämpliga att väljas ut till kejserliga gemåler eller konkubiner innan de tilläts gifta sig. 
På samma sätt tvingades döttrar ur de lägre banér- och ämbetsfamiljerna till en inspektion som potentiella palatsjungfrur (官女子; guānnǘzǐ) före sitt giftermål. Palatsjungfrur arbetade som personliga uppvaktande och assisterade och deltog vid ritualer och ceremonier. De kunde också befordras till gemåler eller konkubiner. 
Slutligen rekryterades palatspigor ur soldatfamiljer före sitt giftermål.
Rangsystemet var stabilt genom hela dynastin, men det antal som innehade de olika platserna varierade beroende på kejsaren: Kangxi hade 79 gemåler, medan Guangxu endast hade tre. Det antal personer som kunde dela på de tre översta titlarna var begränsat. Normalt fanns endast en enda kejsarinna. Titlarna under konkubin-rangen kunde delas mellan ett obegränsat antal personer. 
Varje kvinna som fått titeln konkubin eller högre fick bostad i huvudavdelningen i den inre förbjudna staden och rätten att kallas Ers Kejserliga Höghet (娘娘; níangníang). 
Endast kejsarinnan var kejsarens lagliga hustru, medan de övriga tekniskt sett var hans älskarinnor. Kejsarinnan var formellt sett haremets överordnade. Hon hade till skillnad från de övriga traditionella representativa uppgifter. 
Efter kejsarens död fick kejsarinnan titeln änkekejsarinna (皇太后; huángtàihòu) och kallades kejserlig moder änkekejsarinna (母后皇太后; mŭhòu huángtàihòu). Om den nya kejsarens mor inte hade varit kejsarinna, fick även hon titeln änkekejsarinna och kallades heliga moder änkekejsarinnan (聖母皇太后; shèngmŭ huángtàihòu). Om en änkekejsarinna överlevde mer än en ny kejsare efter sin makes död, fick hon titeln storänkekejsarinna (太皇太后; tàihuángtàihòu).
De övriga kallades änkekonkubin (太嬪; tàipín), änkegemål (太妃; tàifēi), ädla änkegemål (貴太妃; guìtàifēi), kejserlig ädla änkegemål (皇貴太妃; huángguìtàifēi). De övriga kallades endast "den förra kejsarens palatskvinna" (先帝宮女; xiāndì gōngnü).
Samtliga av den förra kejsarens kvinnor förväntades bemötas med respekt av den nya kejsarens motsvarigheter.